# 于仪
于仪（533年—589年），名仪，字子礼，史书记载为于礼，恒州桑干人，于谨第四子，西魏驸马，南北朝、隋朝官员。
于仪娶西魏文帝第三女广宁公主。于仪在西魏被封为相州平恩县公，邑千户。授直阁将军，散骑常侍，增邑二百户。转任车骑大将军，仪同三司。北周建立，于仪改封安平郡公，广宁公主随例而授广宁夫人。于仪历任司门大夫、左武伯。外任建州诸军事，建州刺史。转任晋州诸军事，晋州刺史。拜为使持节骠骑大将军，开府。周武帝时，进为大候正，担任大将军，封一子为寿安县公。周武帝死后，周宣帝嗣位。于担任仪赵州诸军事，赵州刺史。大象二年（580年）回京师。开皇九年（589年）八月廿二日在京师薨逝，年五十七岁，谥号平公。儿子于孝武。